# Грачов Максим Валентинович
Макси́м Валенти́нович Грачо́в (нар. 6 січня 1986 — 13 травня 2015) — солдат Збройних сил України.

## Життєвий шлях
Закінчив семенівську ЗОШ № 5, 2004-го навчався у чернігівському Навчально-курсовому комбінаті «Укрбуд». Строкову службу проходив у смт Десна. Демобілізувавшись, працював різноробом на лісопереробних приватних підприємствах у Семенівському районі.
2 вересня 2014-го мобілізований, солдат 41-го окремого мотопіхотного батальйону 1-ї окремої танкової бригади. Взимку побував вдома у короткотерміновій відпустці, захворів, йому пропонували лишитися на лікування — відмовився, наголосивши, що не може кинути службу та товаришів.
14 травня 2015-го трагічно загинув поблизу села Старогнатівка Волноваського району. Офіційна версія — «застрелився, коли стояв на посту на території військового табору роти», зроблено висновок про самогубство. Однак командир роти не виключає, що справжньою причиною могла бути необережність у поводженні зі зброєю — до прикладу, автомат не був поставлений на запобіжник.
Без Максима лишилися мама, дві сестри та брат.
Похований на кладовищі Семенівки.

## Вшанування
- 14 жовтня 2015 року в Семенівській ЗОШ № 5 відбулося відкриття і освячення меморіальної дошки випускнику школи Максимові Грачову
- У Семенівці вулицю Колгоспну, де жив боєць, рішенням міської ради перейменовано на вулицю Максима Грачова.